# Francis Darwin

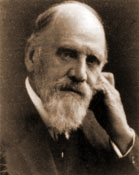
Francis Darwin

Sir Francis Darwin, auch Frank Darwin (* 16. August 1848 in Downe, Kent; † 19. September 1925 in Cambridge), war ein britischer Botaniker. Er war das siebte Kind (dritter Sohn) von Charles Darwin.

## Leben und Wirken
Darwin besuchte das Trinity College (Cambridge) und studierte zuerst Mathematik, dann Naturwissenschaften; seinen Abschluss machte er 1870. Darauf studierte er Medizin an der St. George’s Medical School in London, wo er 1875 den Titel eines Bachelor of Medicine erwarb; er praktizierte aber nicht als Arzt.  1887 gab Francis Darwin die Autobiografie seines 1882 gestorbenen Vaters („The Autobiography of Charles Darwin“) heraus und stellte zwei Bücher aus dessen Briefwechseln zusammen: „The Life and Letters of Charles Darwin“ (1887) und „More Letters of Charles Darwin“ (1905). Er war auch Herausgeber von Thomas Huxleys „On the Reception of the Origin of Species“ (1887). 1888 wurde er Professor der Botanik in Cambridge.

## Wissenschaftliches Werk
Die Hauptthemen seiner Arbeiten entstammten dem Gebiet der Pflanzenphysiologie und betrafen unter anderem die Spaltöffnungen, die Ameisen anlockenden Drüsen, das Wachstum von Pflanzenabschnitten und das üppigere Wachstum der fleischfressenden Pflanzen bei Fütterung mit Fleisch (er gab die 2. Auflage von Charles Darwins Werk Insectivorous Plants heraus).
Francis Darwin arbeitete 1874–82 mit seinem Vater an Experimenten zum Studium der Bewegung bei Pflanzen, besonders Phototropismus, und sie veröffentlichten gemeinsam The Power of Movement in Plants (1880). Dass die Kotyledonen eines jungen Grassprosses in Richtung des Lichtes wachsen, zeigten sie durch Experimente, in denen sie die Reaktionen von Grassprossen mit abgedeckten und unbedeckten Koleoptilen verglichen. Diese Beobachtungen führten später zu der Entdeckung der Auxine.

## Familie
Darwin war dreimal verheiratet und zweimal verwitwet.
1874 heiratete er Amy Ruck, doch sie starb 1876, vier Tage nach der Geburt ihres Sohnes Bernard Darwin, der Journalist wurde und mehrere Bücher über den Golfsport schrieb.
In zweiter Ehe heiratete Darwin Ellen Crofts und sie bekamen eine Tochter, Frances Darwin (1886–1960), eine Dichterin, die später den Altphilologen Francis Macdonald Cornford heiratete und als Dichterin unter ihrem ehelichen Namen Frances Cornford bekannt wurde. Ellen starb 1903.
Darwins dritte Ehefrau war Florence Henrietta Fisher, Tochter von Herbert William Fisher und Witwe von Frederic William Maitland, die er 1913 heiratete, dem Jahr, in dem er in den Stand eines Knights Bachelor erhoben wurde. Ihre Schwester Adeline Fisher war die erste Frau von Darwins Cousin zweiten Grades, dem Komponisten Ralph Vaughan Williams.

## Ehrungen
Am 8. Juni 1882 wurde er als Mitglied („Fellow“) in die Royal Society gewählt, die ihm 1912 die nach seinem Vater benannte Darwin-Medaille verlieh. Er war auch Mitglied der Linnean Society of London und der Zoological Society of London. 1913 wurde er zum Ritter geschlagen. Im Jahr 1909 wurde er zum Mitglied der Leopoldina und der American Philosophical Society gewählt. Seit 1908 war er auch korrespondierendes Mitglied der Russischen Akademie der Wissenschaften in Sankt Petersburg. 1916 wurde er zum Ehrenmitglied (Honorary Fellow) der Royal Society of Edinburgh gewählt.